# سیارک ۸۱۴۱
سیارک ۸۱۴۱ (به انگلیسی: 8141 Nikolaev، نامگذاری:1982SO4) هشت هزار و صد و چهل و یکمین سیارک کشف شده‌است که در ۲۰ سپتامبر ۱۹۸۲ کشف شد.
قدر مطلق سیارک برابر ۲۴.۵ است.